# Ivan Vihovskij
Ivan Vihovskij (ukr. Іван Виговський, pol. Iwan Wyhowski, rus. Иван Выговский) je ukrajinski plemić i hetman Rusi-Ukrajine u razdoblju od 1657. do 1659. godine. Vihovskij je pripadnik političke struje ukrajinskih kozaka koja je zagovarala bolje odnose s Poljacima i Litavcima s ciljem stjecanja autonomije i neovisnosti u sklopu zajedničke države. Uz mudru politiku Vihovskog na kratko je razdoblje osnovana Velika kneževina Rus-Ukrajinska, čime su Ukrajinci stekli ravnopravan status s Poljacima i Litavcima u zajedničkoj državi imena Unija tri naroda. Vihovskij je također bio zapovjednik ukrajinske vojske u sklopu Konotopske bitke.

## Životopis
O mladosti Ivana Vihovskog se zna relativno malo s obzirom na njegovo plemićko porijeklo. Nedostatku informacija su posebno doprinijeli razni ratovi na prostoru Ukrajine, koji su za sobom često uništavali institucije i dokumentaciju o njegovom privatnom životu. Nije poznata godina rođenja Ivana Vihovskog, ali se zna da je umro 1664. u ukrajinskom gradu Korsunj. Za života se školovao u Kijevsko-bratskoj akademiji, a zatim Kijevsko-mogiljanskoj akademiji gdje je bio u bliskoj vezi s ostalim ukrajinskim znanstvenicima tog razdoblja. Uz ukrajinski, govorio je poljski, latinski i nešto slabije ruski jezik. Bio je poznat i po kaligrafiji odnosno lijepom i prepoznatljivom rukopisu.

## Vanjske poveznice
- Životopis Ivana Vihovskog (eng.)
- Posljednji dani hetmana Ivana Vihovskog (ukr.)  Arhivirana inačica izvorne stranice od 21. veljače 2014. (Wayback Machine)